# Episodi di Graf Yoster gibt sich die Ehre (prima stagione)
La prima stagione della serie televisiva Graf Yoster gibt sich die Ehre è stata trasmessa in anteprima in Germania dalla ARD tra il 15 settembre 1967 e il 10 maggio 1968.
| nº | Titolo originale                     | Titolo italiano | Prima TV Germania | Prima TV Italia |
| -- | ------------------------------------ | --------------- | ----------------- | --------------- |
| 1  | Die Kunst und wie man sie macht      | inedito         | 15 settembre 1967 | inedito         |
| 2  | Gangstermemoiren                     | inedito         | 29 settembre 1967 | inedito         |
| 3  | Fair play, Herr Marquis              | inedito         | 17 novembre 1967  | inedito         |
| 4  | Brandung in Rot                      | inedito         | 1º dicembre 1967  | inedito         |
| 5  | Zwischen zwei Fronten                | inedito         | 15 dicembre 1967  | inedito         |
| 6  | Madame lässt bitten ...              | inedito         | 5 gennaio 1968    | inedito         |
| 7  | Traumland-Blues                      | inedito         | 19 gennaio 1968   | inedito         |
| 8  | Cosmos Oil 128 bezahlt               | inedito         | 27 febbraio 1968  | inedito         |
| 9  | Du kommst in so fragwürdiger Gestalt | inedito         | 12 marzo 1968     | inedito         |
| 10 | Orchideen für Majella                | inedito         | 19 aprile 1968    | inedito         |
| 11 | Wie macht man einen Krimi?           | inedito         | 26 aprile 1968    | inedito         |
| 12 | Die Strasse nach unten               | inedito         | 10 maggio 1968    | inedito         |